# 秋葉神社 (さいたま市西区)
秋葉神社（あきはじんじゃ）は、埼玉県さいたま市西区の神社。関東総社秋葉神社と称されることもある。

## 歴史
1378年（天授4年）に創建された。了庵禅師が遠江国（現・静岡県）の秋葉三尺坊大権現（現・秋葉山本宮秋葉神社）から分霊を勧請したといわれている。
江戸時代、当地指扇を領地とした旗本山内一唯（山内一豊の甥）の崇敬を受けることになり、1661年（寛文元年）に社殿が改築された。その後、一唯の孫の代に土佐藩の宗家を継ぐことになり、指扇領は幕府に返上した。1739年（元文4年）に紀州徳川家の祈願所となっている。

## 文化財
- 天保十一年銘秋葉神社算額（さいたま市指定有形文化財 平成16年3月31日指定）[3]

## 交通アクセス
- 指扇駅より徒歩35分。

## 関連文献
- 「中釘村 秋葉社」『新編武蔵風土記稿』 巻ノ152足立郡ノ18、内務省地理局、1884年6月。NDLJP:764000/34。